# Batrisodes venyivi
Batrisodes venyivi är en skalbaggsart som beskrevs av Chandler 1992. Batrisodes venyivi ingår i släktet Batrisodes och familjen kortvingar. Inga underarter finns listade i Catalogue of Life.